# Beverfeurde
Beverfeurde is een voormalige havezate die bij Rijssen lag. De oudst bekende vermelding stamt uit 1323 toen het huis in handen was van ridder Evert van Bevervoerde. Waarschijnlijk werd Beverfeurde destijds gebruikt als pleisterplaats van bisschop Jan van Diest, bisschop van Utrecht, op zijn reizen naar Twente.
Evert van Bevervoorde was getrouwd met Agnes van Almelo, de zuster van Evert van Almelo. Nadat het aanzien van de familie groeide, stichtte Bevervoorde op 22 januari 1335 samen met zijn vrouw en kinderen een altaar en beneficium ter ere van St Jan de evangelist in de parochiekerk te Rijssen gewijd aan de Heilige Dionysius, de later Schildkerk.
Havezate Beverfeurde bestond uit een huis met een losse schuur met stallen. Om het geheel heen lag een brede gracht met een, in tegenstelling tot andere havezaten, cirkelvormige loop.
Gostua, erfdochter van Beverfeurde, trad in het huwelijk met Barthold van Langen, waarna hun nakomelingen zich "van Langen tot Beverfeurde" noemden. In 1631 werd Beverfeurde samen met de Oosterhof eigendom van Bernardina van Langen (†1637) en haar man kapitein Ernst van Ittersum (1608-1681); hun schoondochter Ida van Ittersum-van Ittersum (†1728) verkocht als weduwe in 1712 Beverfeurde. Zij en hun nageslacht bleven op de Oosterhof wonen dat tot 1900 in het geslacht Van Ittersum bleef. Na enkele wisselingen van eigenaren werd de havezate Beverfeurdein 1781 afgebroken en werd er, op de fundamenten van Beverfeurde, boerderij en herberg "De Krans" gebouwd. Op een dwarsbalk boven de voordeur stond Anno Domini 1620. Den 18 Junii, wat er op wijst dat bij de bouw van de boerderij waarschijnlijk resten van de voormalige havezate zijn gebruikt.
De laatste mogelijke bewoner van Beverfeurde/De Krans is in het begin van de 20e eeuw uit het huis vertrokken, waarna het als kippenschuur werd gebruikt en in de jaren 30 is afgebroken. De fundamenten van de havezate zijn in de jaren 90 nog eens blootgelegd maar daarna weer toegedekt om er bejaardenappartementen op te bouwen.